# Kardamás
Kardamás, en grec moderne : Καρδαμάς, est un village du dème d'Élis, district régional d’Élide, en Grèce-Occidentale.
Selon le recensement de 2011, la population du village compte 948 habitants.